# Albert Kuchler
Albert Kuchler (ur. 30 listopada 1998 w Bad Kötzting) – niemiecki biegacz narciarski, brązowy medalista mistrzostw świata w sztafecie.

## Kariera
Po raz pierwszy na arenie międzynarodowej pojawił się 24 lutego 2013 roku w Hirschau, gdzie w zawodach juniorskich zajął szóste miejsce w biegu na 5 km techniką klasyczną. W 2017 roku wystartował na mistrzostwach świata juniorów w Soldier Hollow, gdzie zajął 34. miejsce w biegu na 10 km stylem dowolnym, 13. w biegu łączonym oraz 4. miejsce w sztafecie. Rok później na mistrzostwach świata juniorów w Goms zajął 16. miejsce w biegu na 10 km stylem klasycznym, 20. w biegu łączonym oraz 5. miejsce w sztafecie. W 2019 roku wystąpił na mistrzostwach świata młodzieżowców w Lahti, gdzie zajął miejsce 42. w sprincie stylem klasycznym, 31. w biegu na 15 km stylem dowolnym i 51. w biegu masowym na 30 km stylem klasycznym. Dwa lata później na mistrzostwach świata młodzieżowców w Vuokatti zajął 53. miejsce w sprincie stylem klasycznym, 14. miejsce w biegu na 15 km stylem dowolnym oraz 6. miejsce w sztafecie.
W Pucharze Świata zadebiutował 28 grudnia 2021 roku w Tour de Ski 2021/2022, gdzie w sprincie stylem dowolnym rozgrywanym w Lenzerheide zajął 107. miejsce. Kilka dni później 3 stycznia 2022 roku zdobył pierwsze pucharowe punkty zajmując 25. miejsce w biegu na 15 km stylem klasycznym w Val di Fiemme.
W 2022 roku wystartował w igrzyskach olimpijskich w Pekinie zajmując 32. miejsce w biegu na 15 km stylem klasycznym oraz 23. miejsce w sprincie drużynowym w parze z Janoschem Bruggerem. Rok później na mistrzostwach świata w Planicy zdobył brązowy medal w sztafecie. Indywidualnie zaś był 17 w biegu łączonym i 25 w biegu na 50 km stylem klasycznym.

## Osiągnięcia

### Igrzyska olimpijskie
| Miejsce | Dzień     | Rok  | Miejscowość | Konkurencja                        | Czas biegu | Strata  | Zwycięzca           |
| ------- | --------- | ---- | ----------- | ---------------------------------- | ---------- | ------- | ------------------- |
| 32.     | 6 lutego  | 2022 | Zhangjiakou | 30 km bieg łączony                 | 41.07,1    | +3:12,3 | Aleksandr Bolszunow |
| 23.     | 16 lutego | 2022 | Zhangjiakou | Sprint drużynowy stylem klasycznym | 21:20,39   | –       | Norwegia            |

### Mistrzostwa świata
| Miejsce | Dzień     | Rok  | Miejscowość | Konkurencja             | Czas biegu | Strata  | Zwycięzca            |
| ------- | --------- | ---- | ----------- | ----------------------- | ---------- | ------- | -------------------- |
| 17.     | 24 lutego | 2023 | Planica     | 30 km bieg łączony      | 1:12:56,5  | +3:16,2 | Simen Hegstad Krüger |
| 3.      | 3 marca   | 2023 | Planica     | bieg sztafetowy 4×10 km | 1:33:54,5  | +59,8   | Norwegia             |
| 25.     | 24 lutego | 2023 | Planica     | 50 km stylem klasycznym | 2:06:41,6  | +5:11,4 | Pål Golberg          |

### Mistrzostwa świata juniorów
| Miejsce | Dzień       | Rok  | Miejscowość    | Konkurencja             | Czas biegu | Strata  | Zwycięzca               |
| ------- | ----------- | ---- | -------------- | ----------------------- | ---------- | ------- | ----------------------- |
| 34.     | 1 lutego    | 2017 | Soldier Hollow | 10 km stylem dowolnym   | 25:17.5    | +2:08.9 | Władisław Wieczkanow    |
| 13.     | 3 lutego    | 2017 | Soldier Hollow | 20 km bieg łączony      | 51:24.9    | +1:44.4 | Władisław Wieczkanow    |
| 4.      | 5 lutego    | 2017 | Soldier Hollow | Sztafeta 4x5 km         | 52:15.7    | +2:39.6 | Norwegia                |
| 16.     | 30 stycznia | 2018 | Goms           | 10 km stylem klasycznym | 26:17,6    | +1:18,8 | Jon Rolf Skamo Hope     |
| 20.     | 1 lutego    | 2018 | Goms           | 20 km bieg łączony      | 1:01:59,1  | +3:13,4 | Harald Østberg Amundsen |
| 5.      | 3 lutego    | 2018 | Goms           | Sztafeta 4x5 km         | 50:04,2    | +35,8   | Norwegia                |

### Mistrzostwa świata młodzieżowców (U-23)
| Miejsce | Dzień       | Rok  | Miejscowość | Konkurencja              | Czas biegu | Strata  | Zwycięzca             |
| ------- | ----------- | ---- | ----------- | ------------------------ | ---------- | ------- | --------------------- |
| 42.     | 20 stycznia | 2019 | Lahti       | Sprint stylem klasycznym | –          | –       | Aleksandr Tierientjew |
| 31.     | 22 stycznia | 2019 | Lahti       | 10 km stylem dowolnym    | 36:48.0    | +2:45.2 | Jules Chappaz         |
| 51.     | 25 stycznia | 2019 | Lahti       | 30 km stylem klasycznym  | 1:24:00.9  | +6:41.8 | Luca Del Fabbro       |
| 53.     | 13 lutego   | 2021 | Vuokatti    | Sprint stylem klasycznym | –          | –       | Niilo Moilanen        |
| 14.     | 12 lutego   | 2021 | Vuokatti    | 15 km stylem dowolnym    | 36:43,0    | +1:15,4 | Hugo Lapalus          |
| 6.      | 13 lutego   | 2021 | Vuokatti    | Sztafeta mieszana        | 52:52,9    | +1:01,7 | Norwegia              |

### Puchar Świata

#### Miejsca w klasyfikacji generalnej
| Sezon     | Miejsce |
| --------- | ------- |
| 2021/2022 | 114.    |
| 2022/2023 | 70.     |
| 2023/2024 | 155.    |
| 2024/2025 | 64.     |

#### Miejsca na podium chronologicznie
Kuchler nie stanął na podium indywidualnych zawodów Pucharu Świata.

#### Miejsca w poszczególnych zawodach
stan na koniec sezonu 2022/2023
| Sezon 2021/2022 |                      |                      |                            |                            |                            |                         |                             |                          |                             |                            |                            |                              |                              |                           |                              |                              |                     |                      |                             |                          |                             |                     |                        |                      |                      |                       |                    |                      |                    |                       |        |        |        |        |        |        |        |        |        |        |        |        |        |        |        |        |        |        |        |        |        |        |        |        |        |
| Ruka 26.11 (SP C) | Ruka 27.11 (15 km C) | Ruka 28.11 (15 km F) | Lillehammer 3.12 (SP F)    | Lillehammer 4.12 (15 km F) | Davos 11.12 (SP F)         | Davos 12.12 (15 km F)   | Drezno 18.12 (SP F)         | Lenzerheide 28.12 (SP F) | Lenzerheide 29.12 (15 km C) | Oberstdorf 31.12 (15 km F) | Oberstdorf 1.01 (SP C)     | Val di Fiemme 3.01 (15 km C) | Val di Fiemme 4.01 (10 km F) | TdS                       | Lahti 26.02 (SP F)           | Lahti 27.02 (15 km C)        | Drammen 3.03 (SP C) | Oslo 6.03 (50 km C)  | Falun 11.03 (SP C)          | Falun 12.03 (15 km F)    | punkty                      | punkty              | punkty                 | punkty               | punkty               | punkty                | punkty             | punkty               | punkty             | punkty                | punkty | punkty | punkty | punkty | punkty | punkty | punkty | punkty | punkty | punkty | punkty | punkty | punkty | punkty | punkty |        |        |        |        |        |        |        |        |        |        |
| – | –                    | –                    | –                          | –                          | –                          | –                       | –                           | 107                      | 35                          | 61                         | 73                         | 25                           | 38                           | 37                        | –                            | 61                           | –                   | 51                   | –                           | –                        | 16                          | 16                  | 16                     | 16                   | 16                   | 16                    | 16                 | 16                   | 16                 | 16                    | 16     | 16     | 16     | 16     | 16     | 16     | 16     | 16     | 16     | 16     | 16     | 16     | 16     | 16     | 16     |        |        |        |        |        |        |        |        |        |        |
| Sezon 2022/2023 |                      |                      |                            |                            |                            |                         |                             |                          |                             |                            |                            |                              |                              |                           |                              |                              |                     |                      |                             |                          |                             |                     |                        |                      |                      |                       |                    |                      |                    |                       |        |        |        |        |        |        |        |        |        |        |        |        |        |        |        |        |        |        |        |        |        |        |        |        |        |
| Ruka 25.11 (SP C) | Ruka 26.11 (10 km C) | Ruka 27.11 (20 km F) | Lillehammer 2.12 (10 km F) | Lillehammer 3.12 (SP F)    | Lillehammer 4.12 (20 km C) | Beitostølen 9.12 (SP C) | Beitostølen 10.12 (10 km C) | Davos 17.12 (SP F)       | Davos 18.12 (20 km F)       | Val Müstair 31.12 (SP F)   | Val Müstair 1.01 (10 km C) | Oberstdorf 3.01 (10 km C)    | Oberstdorf 4.01 (20 km F)    | Val di Fiemme 6.01 (SP C) | Val di Fiemme 7.01 (15 km C) | Val di Fiemme 8.01 (10 km F) | TdS                 | Livigno 21.01 (SP F) | Les Rousses 27.01 (10 km F) | Les Rousses 28.01 (SP C) | Les Rousses 29.01 (20 km C) | Toblach 3.02 (SP F) | Toblach 4.02 (10 km F) | Oslo 12.03 (50 km F) | Drammen 14.03 (SP C) | Falun 17.03 (10 km C) | Falun 18.03 (SP F) | Tallinn 21.03 (SP F) | Lahti 25.03 (SP C) | Lahti 26.03 (20 km C) | punkty | punkty | punkty | punkty | punkty | punkty | punkty | punkty | punkty | punkty | punkty | punkty | punkty | punkty | punkty | punkty | punkty | punkty | punkty | punkty | punkty | punkty | punkty | punkty | punkty |
| – | 25                   | 39                   | 53                         | –                          | 26                         | 65                      | 17                          | –                        | –                           | 90                         | 29                         | 40                           | 28                           | dns                       | -                            | -                            | dnf                 | –                    | 30                          | –                        | 34                          | –                   | 39                     | –                    | –                    | 31                    | –                  | –                    | 70                 | 17                    | 246    | 246    | 246    | 246    | 246    | 246    | 246    | 246    | 246    | 246    | 246    | 246    | 246    | 246    | 246    | 246    | 246    | 246    | 246    | 246    | 246    | 246    | 246    | 246    | 246    |
| Legenda |                      |                      |                            |                            |                            |                         |                             |                          |                             |                            |                            |                              |                              |                           |                              |                              |                     |                      |                             |                          |                             |                     |                        |                      |                      |                       |                    |                      |                    |                       |        |        |        |        |        |        |        |        |        |        |        |        |        |        |        |        |        |        |        |        |        |        |        |        |        |
| 1 2 3 4-50 51+ Dyskwalifikacja - – zawodnik nie wystartował TdS – Tour de Ski DNS – Zawodnik został zgłoszony do biegu, ale w nim nie wystartował DNF – Zawodnik nie ukończył biegu |                      |                      |                            |                            |                            |                         |                             |                          |                             |                            |                            |                              |                              |                           |                              |                              |                     |                      |                             |                          |                             |                     |                        |                      |                      |                       |                    |                      |                    |                       |        |        |        |        |        |        |        |        |        |        |        |        |        |        |        |        |        |        |        |        |        |        |        |        |        |